# Thích Tâm Giác
Hòa thượng Thích Tâm Giác (sinh năm 1917 tại tỉnh Nam Định - mất ngày 14 tháng 11 năm 1973) là một danh tăng Việt Nam thời hiện đại. Sư từng giữ chức Viện trưởng Viện Hóa đạo Giáo hội Phật giáo Việt Nam Thống nhất, Giám đốc Nha Tuyên úy Phật giáo Quân lực Việt Nam Cộng hòa, Đệ nhất Tổ khai sơn Việt Nam Quốc Tự và Vĩnh Nghiêm Tự Sài Gòn.

## Thân thế
Hòa thượng Thích Tâm Giác, thế danh là Trần Văn Mỹ, sinh năm 1917 tại tỉnh Nam Định. Sư sinh trưởng trong một gia đình Nho phong, là con trai thứ hai trong gia đình gồm hai trai một gái. Thân phụ là ông Trần Văn Quý, thân mẫu là bà Nguyễn Thị Suôi, cả hai ông bà đều là những tín đồ thâm tín Phật pháp.
Từ nhỏ, Sư có thể chất yếu đuối, thường ốm đau quặt quẹo, rất khó nuôi. Theo tập quán địa phương, Sư được song thân đem vào ngôi chùa trong thôn và ở luôn trong chùa. Đến khi lên 7 tuổi, vì đã quen sống cuộc đời chay tịnh, nên Sư xin với song thân cho xuất gia, thụ nghiệp với Hòa thượng Thích Trí Hải tại chùa Mai Xá (nay thuộc thị trấn Vĩnh Trụ, huyện Lý Nhân, tỉnh Hà Nam).
Đầu thập kỷ 1930, phong trào chấn hưng Phật giáo nổi lên khắp nước. Tại Nam kỳ, Hội Nghiên cứu Phật học ra đời năm 1931 ở Sài Gòn. Tại Trung kỳ, Hội An Nam Phật học thành lập ở Huế năm 1932. Các Phật học đường được tổ chức khắp nơi. Các tạp chí Phật học xuất bản đều đặn để hoằng dương đạo pháp. Tại Bắc kỳ, năm 1934, Hòa thượng Trí Hải cùng tham gia vận động tổ chức Hội Bắc kỳ Phật giáo, với Hòa thượng Thích Thanh Hanh giữ ngôi Thiền gia Pháp chủ. Thời gian này, Sư thường xuyên theo sư phụ cho theo lên Hà Nội, được tiếp xúc và được thụ giáo từ nhiều vị cao tăng miền Bắc thời bấy giờ.
Năm 1937, sau khi tốt nghiệp lớp Trung đẳng Phật học tại trường Bồ Đề (nay thuộc huyện Gia Lâm, thành phố Hà Nội), Sư được thụ giới Tỳ kheo khi vừa tròn 20 tuổi, dưới sự tác chứng của nhiều vị cao tăng miền Bắc thời bấy giờ.
Năm 1945, khi vừa tốt nghiệp xong lớp Đại học Phật học tổ chức tại chùa Quán Sứ, do thời cuộc, Sư cùng nhiều Tăng sinh và dân chúng tản cư khỏi Hà Nội. Sau đó, Sư di cư lên vùng Thái Nguyên, xuống Ninh Bình, rồi trở về chùa cũ Mai Xá để tu tập và chăm lo nuôi dưỡng nhiều cô nhi đang bơ vơ vì đạn lửa chiến tranh.
Năm 1949, Sư hồi cư về Hà Nội và được cử giữ chức Phó Giám đốc nhà in Đuốc Tuệ, phụ bút nguyệt san Phương Tiện, cơ quan của Hội Tăng Ni chỉnh lý Bắc Việt do Hòa thượng Tố Liên làm Chủ nhiệm kiêm Chủ bút. Trong thời giai này, Sư còn tham gia các công tác từ thiện xã hội, hợp sưc cùng Hội Việt Nam Phật giáo do Cư sĩ Bùi Thiện Cơ làm Hội trưởng, trong nom Cô nhi viện ở trại Tế Sinh.
Năm 1953, Sư được liên hội gồm Hội Việt Nam Phật giáo và Giáo hội Tăng già Bắc Việt cử đi du học tại Nhật Bản cùng với Thích Thanh Kiểm, một tăng sinh trẻ và bạn đồng học với Sư tại chùa Quán Sứ. Tại Nhật Bản, hai vị chuyên tu cả về Phật pháp và thế học. Riêng Sư còn giành thời gian đến luyện tập thêm bộ môn Nhu đạo (Judo) tại Học viện Nhu đạo Kodokan. Sau 9 năm tu học tại Nhật, Sư tốt nghiệp Viện Đại học Phật giáo Quốc tế (国際仏教学大学院大学, Kokusai bukkyō-gaku daigaku-in daigaku) tại Tokyo, cấp bằng Tiến sĩ Xã hội học, Tiến sĩ Triết học phương Đông. Sư cũng đồng thời thụ phong cấp bậc Tam đẳng huyền đai Judo Kodokan. Năm 1962, Sư cùng bạn đồng học Thích Thanh Kiểm trở về nước hoằng pháp.

## Đạo nghiệp
Biến cố Phật giáo 1963 nổ ra, Sư tham gia và giữ vai trò tích cực trong phong trào đấu tranh chống lại sự áp bức, kỳ thị tôn giáo của chính quyền Tổng thống Ngô Đình Diệm. Sau khi chính quyền Đệ Nhất Cộng hòa sụp đổ, năm 1964, Giáo hội Phật giáo Việt Nam Thống nhất được thành lập. Sư được cử giữ chức vụ Tổng vụ trưởng Tổng vụ Tài chính. Đồng thời, Sư cũng được bầu làm Chánh đại diện miền Vĩnh Nghiêm, là một cộng đồng gồm các tín đồ Phật giáo Bắc Việt di cư vào Nam.
Cũng trong năm này, Sư được Giáo hội Phật giáo Việt Nam Thống nhất cử đảm trách chức vụ Giám đốc Nha Tuyên úy Phật giáo trong Quân lực Việt Nam Cộng hòa, với cấp bậc Đại tá đồng hóa. Cuối năm 1964, Sư thành lập Viện Nhu đạo Quang Trung, trung tâm đào tạo võ sinh Nhu đạo lừng danh toàn miền Nam, có ảnh hưởng đến phong trào Nhu đạo tại Việt Nam cả về sau này.
Sư cũng chủ trương xây dựng Việt Nam Quốc Tự thành một Trung tâm văn hóa Phật giáo và du lịch Việt Nam, cũng như chùa Vĩnh Nghiêm Sài Gòn, hai công trình kiến trúc Phật giáo lớn thời hiện đại tại Sài Gòn.
Từ năm 1967, Sư đảm nhiệm chức vụ Viện trưởng Viện Hóa đạo Giáo hội Phật giáo Việt Nam Thống nhất, khối Việt Nam Quốc Tự, do Đại lão Hòa thượng Thích Tịnh Khiết làm Tăng thống.

## Viên tịch
Cuối năm 1973, Sư lâm bệnh, phải qua Nhật Bản để chữa trị. Tuy nhiên, bệnh trở nặng, Sư đã viên tịch vào ngày 20 tháng Mười năm Quý Sửu, tức ngày 15 tháng 11 năm 1973, trụ thế 56 năm. Nhục thân của Sư được an táng tại nghĩa trang Tu viện Vĩnh Nghiêm (nay thuộc Quận 12, Thành phố Hồ Chí Minh).

## Trước tác và phiên dịch
Ngoài các Phật sự kể trên, Ngài còn dành thì giờ trước thuật các tác phẩm Phật giáo và võ đạo :
- Duy thức học tập I.
- Duy thức học tập II.
- Hộ thân thuật.
- Nage Nokata.
- Nhu đạo.
- Biến thể Nhu đạo.
- Nhật ngữ tự học.
- Phương pháp ngồi thiền.
- Zen và Judo.

## Nhận xét

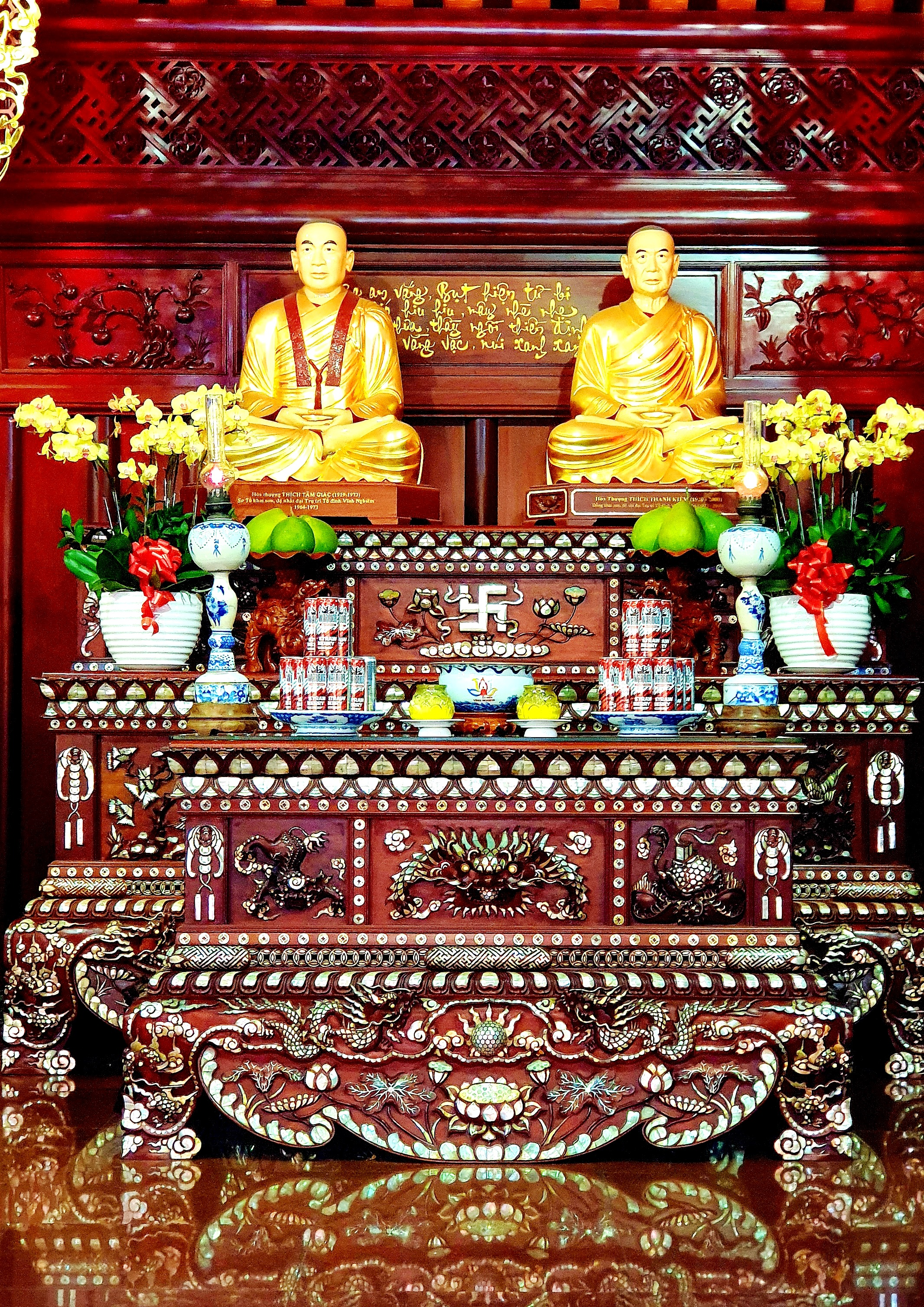
HT. Thích Tâm Giác (bên trái) được thờ trong Tổ đường ở Tu viện Vĩnh Nghiêm, Quận 12

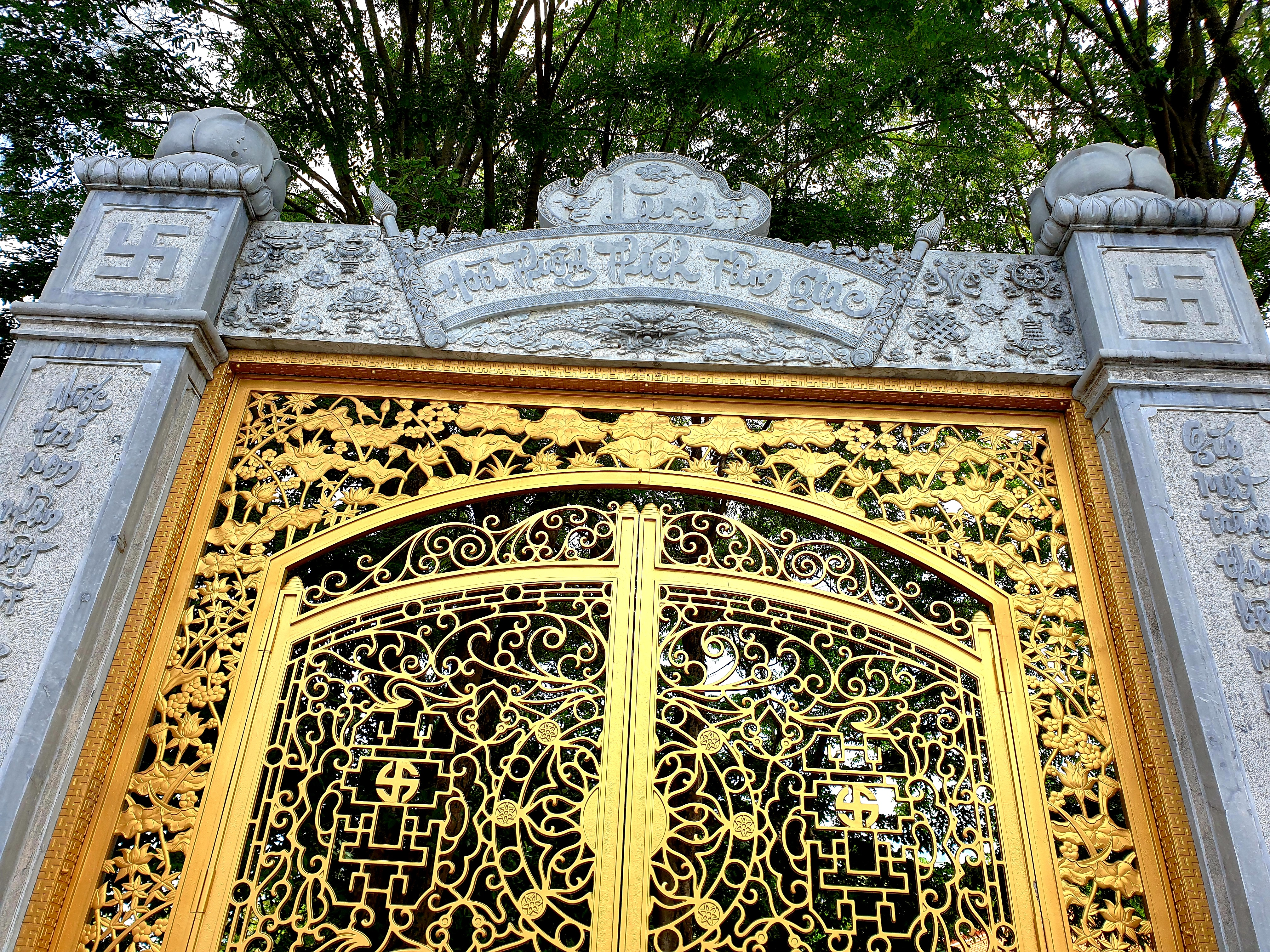
Ngày nay, Lăng hòa thượng Thích Tâm Giác được xây dựng bề thế dưới chế độ CHXHCN Việt Nam gần tu viện Vĩnh Nghiêm tại Quận 12

Theo Tổng thống Nguyễn Văn Thiệu đã nói lời từ biệt khi Ngài viên tịch:
''Thượng tọa mất đi, Giáo hội mất đi một nhà lãnh đạo tinh thần hiền hòa nhân hậu và đồng bào Phật tử mất đi một vị chân tu khả kính suốt đời phụng sự cho Đạo pháp"
''Trong suốt thời gian đảm nhiệm chức vụ Giám-Đốc Nha Tuyên Uý Phật Giáo kể từ ngày 25-5-1964 đến nay, Cố Hoà Thượng THÍCH TÂM GIÁC đã thúc đẩy lòng quả cảm của quân nhân trong thiên chức bảo vệ Quốc Gia, khéo léo tạo điều kiện để xoa dịu vết thương chiến tranh bằng cách an ủi thương bệnh binh, cô nhi quả phụ tử sĩ và cầu siêu độ cho các anh hùng liệt sĩ đã hy sinh cho Tổ Quốc"
Theo thủ tướng Trần Thiện Khiêm nhận định:
"Cố Thượng-Tọa là tấm gương sáng của bậc chân tu trọn đời hiến thân cho Đạo-Pháp. Việc kiến tạo cơ- sở Phật Giáo Miền Vĩnh-Nghiêm tráng lệ hiện nay là do công sức hoằng dương Phật- pháp của cố Thượng Tọa. Công sức ấy còn hiển hiện trong việc phát triển ngành Tuyên-Ủy Phật-Giáo và nền võ thuật Nhu Đạo Việt-Nam".
Để tỏ lòng ngưỡng mộ cố Hòa thượng, thi sỹ Vũ Hoàng Chương, ông đã có bài thơ điếu rằng:
''Tan nát quê hương mười chín năm
Gác kinh viện sách rối tơ tằm
Côi - Sơn bụi lắng gieo lời nguyện
Giao - Thủy ngày đi gởi chỗ nằm
Cơn gió đông tây thiên hạ sự
Con thuyền Bát Nhã cố viên tâm
Hòa bình tiếng gọi vang đâu đó
Ai biết chuông khuya nhịp bỗng trầm"
Hội đồng viện Tăng thống Giáo hội Phật giáo Việt Nam Thống nhất đã tuyên dương Ngài:
"VỀ ĐẠO HẠNH: Là vị Sa Môn ưu tú, căng trì giới phẩm thưởng hành Bồ Tát hạnh có đủ phong độ Thượng thừa, Hạ tiếp, nhiếp hóa quần mông.
VỀ GIỚI PHẨM. Đã xuất gia tự thuở Hình-đồng trải qua các căn bản giới : Khu Ô Sa Di, Danh từ Sa-Di và thụ Đại-giới năm 20 tuổi thụ Bồ Tát Giới năm 30 tuổi, có tất cả 37 Tăng lạp được gia thăng 40 Tăng-Lạp.
VỀ CÔNG ĐỨC: Đã kiến tạo ngôi Tổ- Đình Vĩnh Nghiêm, 17 ngôi Chùa trong các cơ sở Quân Đội, 30 ngôi Chùa tại các Chi Vĩnh- Nghiêm, 100 Niệm Phật-Đường tại các Văn phòng TUPG xây ngôi tháp 7 tầng tại Tổ Đình Vĩnh-Nghiêm, thiết lập Chẩn Y Viện Vĩnh Nghiêm thực thi công tác cứu tế xã hội, tạo lập Nghĩa Trang Vĩnh Nghiêm tạo lập làng Quân Đội Vĩnh Tiến tạo lập Thiền-Viện Vĩnh Nghiêm tại Vũng Tàu".